# Szałwa Chachutow
Szałwa Dmitrijewicz Chachutow, ros. Шалва Дмитриевич Хахутов (ur. ?, zm. 9 sierpnia 1957 r. w Nowym Jorku) – radziecki naukowiec i wykładowca akademicki z zakresu medycyny, członek Komitetu Wyzwolenia Narodów Rosji pod koniec II wojny światowej, emigracyjny naukowiec i działacz
W okresie międzywojennym był profesorem medycyny w instytucie medycznym w Kijowie. Specjalizował się w ortopedii. Brał udział w operacjach. Był współautorem metody chirurgicznej Albee-Chachutowa. Następnie został dyrektorem kijowskiego Instytutu Chirurgii Eksperymentalnej. Po ataku wojsk niemieckich na ZSRR 22 czerwca 1941 r., pozostał w Kijowie. Podjął kolaborację z Niemcami, kontynuując działalność medyczną. Pod koniec 1944 r. wszedł w skład Komitetu Wyzwolenia Narodów Rosji (KONR). Po zakończeniu wojny wyjechał do USA. Od 1955 r. był członkiem Nowojorskiej Akademii Nauk. Działał ponadto w emigracyjnym Stowarzyszeniu Lekarzy Rosyjskich i Stowarzyszeniu Pirogowskim.